# 里亞比夫卡
50°28′37″N 35°15′9″E / 50.47694°N 35.25250°E
里亞比夫卡（烏克蘭語：Рябівка）是位於烏克蘭東北部的村莊，由蘇梅州奥赫蒂尔卡区的特羅斯佳內茨市鎮負責管轄。該村處於沃爾斯克拉河右岸，海拔高度116米，2001年人口40。